# Каскаим
Каскаим — исчезнувшее село в Ключевском районе Алтайского края. Располагалось на территории Ключевского сельсовета. Исключен из учётных данных в 1986 году.

## География
Располагалось в 8 км к северо-востоку от села Платовка.

## История
В первые упоминается в книге «Цифровые данные по учету сельского населения при поземельном устройстве Алтайского округа».
Упразднён решением Алтайского КИКа от 10.02.1986 года №38.

## Население[2]
| год     | 1939 | 1979 |
| ------- | ---- | ---- |
| человек | 234  | 64   |